# Méré (Yvelines)
Méré – miejscowość i gmina we Francji, w regionie Île-de-France, w departamencie Yvelines.
Według danych na rok 1990 gminę zamieszkiwały 1353 osoby, a gęstość zaludnienia wynosiła 131 osób/km² (wśród 1287 gmin regionu Île-de-France Méré plasuje się na 574. miejscu pod względem liczby ludności, natomiast pod względem powierzchni na miejscu 363.).